# Zusters van de Heilige Familie van Bordeaux
De Zusters van de Heilige Familie van Bordeaux (Frans: Sainte-Famille de Bordeaux, SFB) is een rooms-katholieke congregatie, die contemplatieve en seculiere vrouwelijke religieuzen omvat, maar in associatie ook leken en priesters.
De congregatie werd op 28 mei 1820 opgericht door Pierre-Bienvenu Noailles, die onderpastoor was in een parochie in Bordeaux. Hij verzamelde rond zich enkele vrouwen en stichtte de Associatie van de Heilige Familie. De eerste zusters bekommerden zich om de armen, zieken en stervenden in Bordeaux. De congregatie breidde zich uit en er werd ook catechese en beroepsonderwijs voor meisjes gegeven. Geografisch breidde de congregatie zich uit naar Spanje, België, Sri Lanka en Lesotho en werkte hiervoor samen met de Missionarissen Oblaten van Maria.

## België
In 1854 werd een eerste huis van de zusters gevestigd in Luik. Later volgden huizen in Lier en Antwerpen (1898).
- Bibliothèque nationale de France: cb118674550 (data)
- Library of Congress Control Number: no2012158930
- Système universitaire de documentation: 026424711
- Virtual International Authority File: 293301256